# Gorrissen Federspiel
Gorrissen Federspiel er en af Danmarks største advokatvirksomheder, der beskæftiger cirka 600 medarbejdere, hvoraf over halvdelen er jurister. Virksomheden, der sammen med Kammeradvokaten / Advokatfirmaet Poul Schmith, Kromann Reumert og Bech-Bruun udgør de "fire store" advokatvirksomheder, har hovedsæde i Axel Towers i København og desuden et kontor i Prismet i Aarhus.
Selskabet blev grundlagt sidst i 1800-tallet, mens det nuværende navn er opstået gradvist. Dels hidrører det fra Nis Jørgen Gorrissens overtagelse af Ivan Kondrups advokatvirksomhed i 1935, dels fra Per Federspiels advokatfirma. Fra 1995 til 2005 var Axel Kierkegaard medejer; navnet var da Gorrissen Federspiel Kierkegaard.
Gorrissen Federspiel beskæftiger sig med alle grene af dansk og EU-retlig erhvervsjura, herunder navnlig corporate / mergers & acquisitions, EU- og konkurrenceret, bank- og finansieringsret, samt rekonstruktion og insolvens.
Gorrissen Federspiel er organiseret som et advokatpartnerselskab med 53 partnere. Firmaets daglige ledelse varetages af Managing Partner Martin André Dittmer og direktionen.
Virksomheden flyttede i april 2017 til et nyt domicil, Axel Towers, der blev opført på Scala-grunden overfor Tivoli i København.